# Forêts alluviales, rivière et gorges de l'Eygues
Forêts alluviales, rivière et gorges de l'Eygues este o arie protejată (sit de importanță comunitară — SCI) din Franța întinsă pe o suprafață de 1.013,4 ha, integral pe uscat.

## Localizare
Centrul sitului Forêts alluviales, rivière et gorges de l'Eygues este situat la coordonatele 44°23′34″N 5°14′40″E / 44.3927°N 5.24456°E.

## Înființare
Situl Forêts alluviales, rivière et gorges de l'Eygues a fost declarat arie specială de conservare în baza directivei 92/43 din 1992 referitoare la conservarea habitatelor naturale și a faunei și florei sălbatice pentru a proteja 7 specii de animale.

## Biodiversitate
Situată în ecoregiunea mediteraneană, aria protejată conține 6 habitate naturale: Galerii de Salix alba și de Populus alba, Pante stâncoase calcaroase cu vegetație casmofită, Păduri endemice cu Juniperus spp., Izvoare petrifiante cu formare de travertin (Cratoneurion), Păduri de Quercus ilex și Quercus rotundifolia, Matorral arborescenți cu Juniperus spp..
La baza desemnării sitului se află mai multe specii protejate:
- amfibieni (1): izvoraș-cu-burta-galbenă (Bombina variegata)
- mamifere (1): castor (Castor fiber)
- nevertebrate (2): croitorul mare al stejarului (Cerambyx cerdo), Coenagrion mercuriale
- pești (3): Alosa fallax, Parachondrostoma toxostoma, clean dungat (Telestes souffia)